# Gái gọi

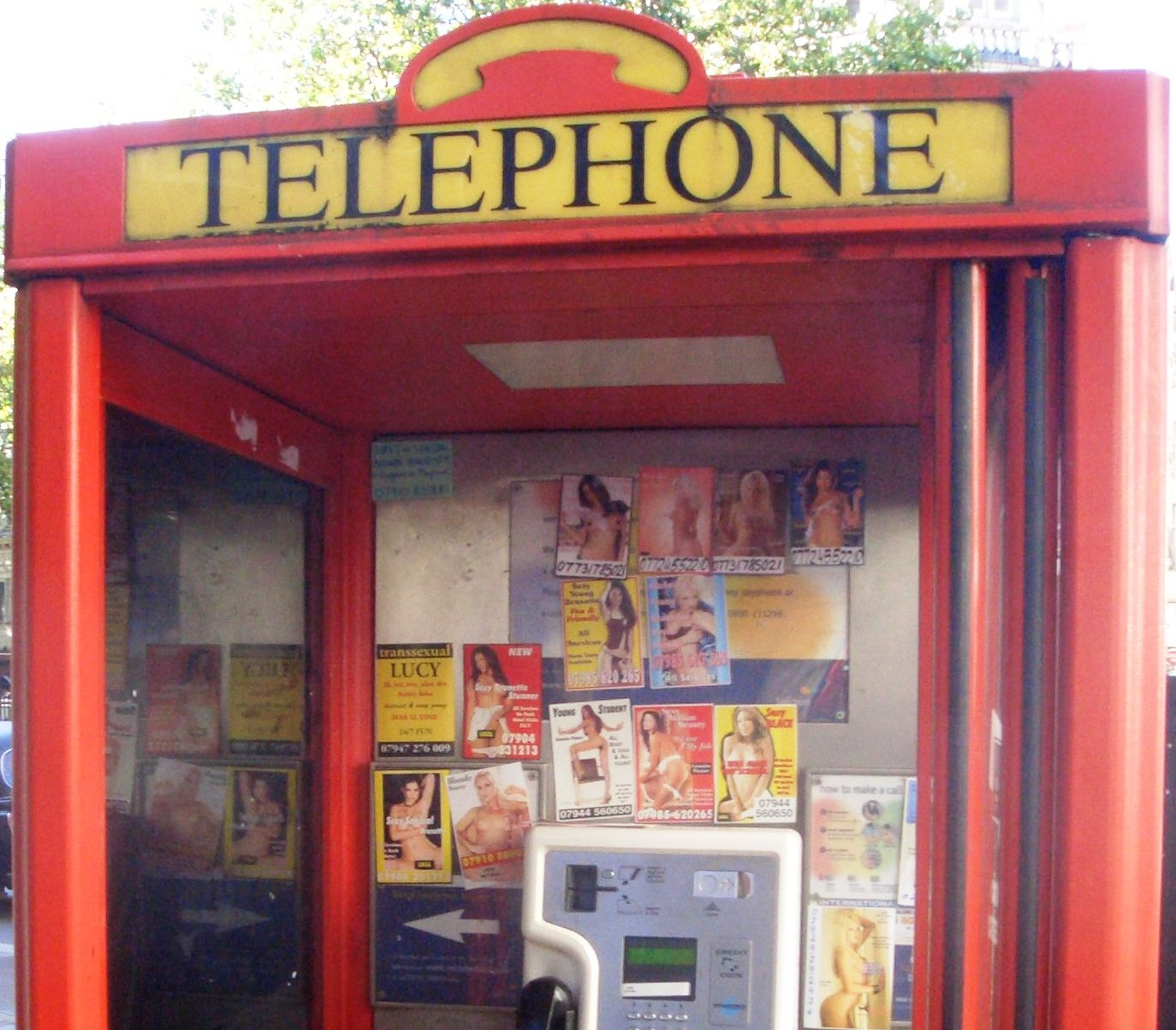
Thẻ Tart cho gái gọi trong bốt điện thoại của Anh

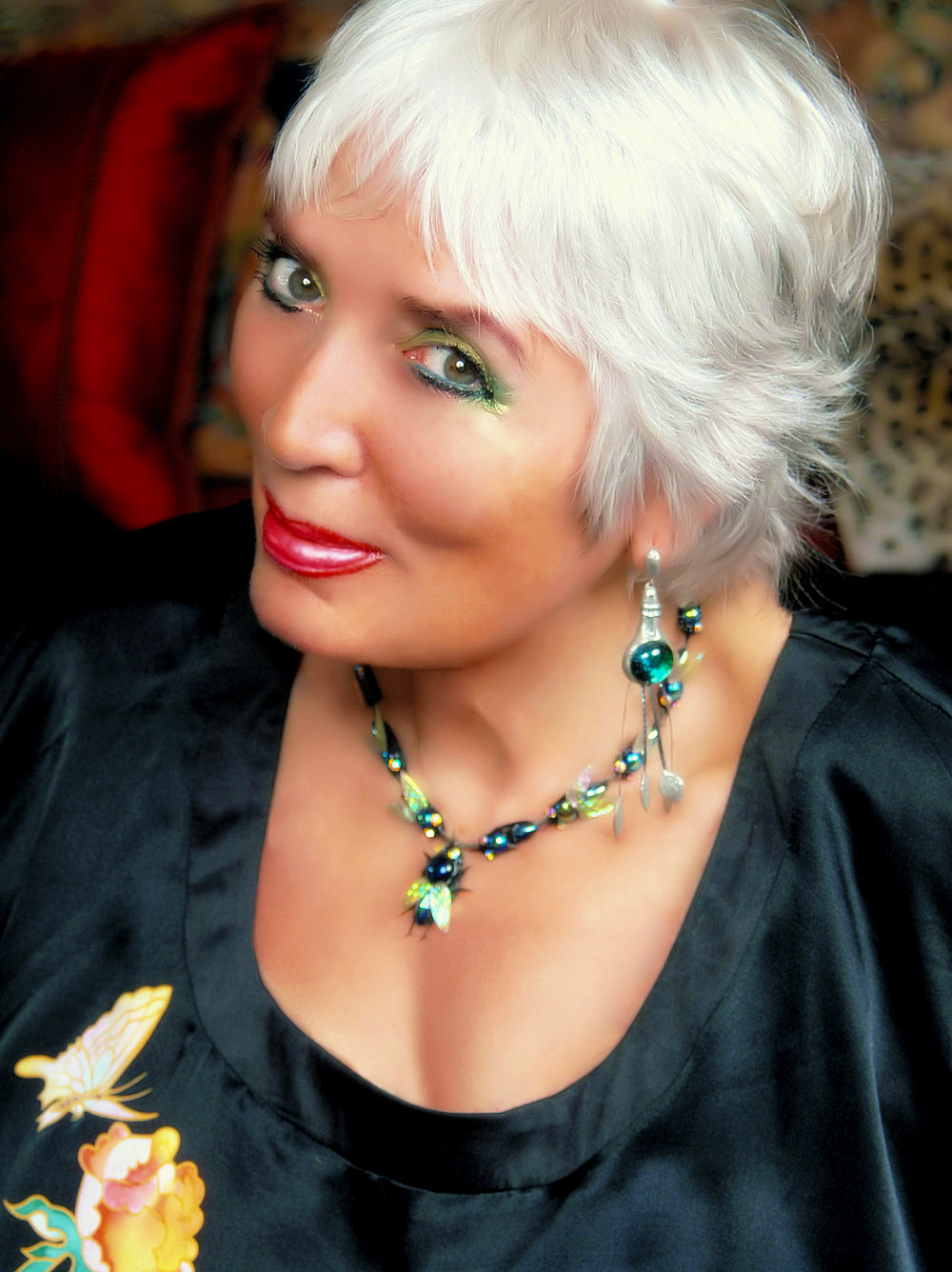
Xaviera Hollander là một gái gọi trước đây, đồng thời là một tú bà và tác giả.

Một gái gọi là một công nhân tình dục (không giống như gái mại dâm đường phố) không thể hiện nghề nghiệp của mình với công chúng, cô cũng không thường làm việc trong một tổ chức như nhà thổ, mặc dù cô có thể được thuê bởi một cơ quan hộ tống. Khách hàng phải đặt một cuộc hẹn, thường bằng cách gọi một số điện thoại. Các cô gái gọi thường quảng cáo dịch vụ của họ trên các mẫu quảng cáo nhỏ tạp chí và qua Internet, mặc dù một nhà quảng cáo trung gian, chẳng hạn như một cơ quan hộ tống, có thể tham gia vào việc quảng bá các nữ hộ tống, trong khi, ít thường xuyên hơn, một số có thể bị xử lý bởi một ma cô. Gái gọi có thể làm việc một trong hai incall, nơi mà các khách hàng đến với họ, hoặc outcall, nơi họ đi đến khách hàng.